# 양화 이민도 묘
양화 이민도 묘는 충청남도 부여군 양화면 원당리에 있는 무덤이다. 2017년 12월 26일 부여군의 향토문화유산 제136호로 지정되었다.